# San Giovanni Battista (Oderzo)

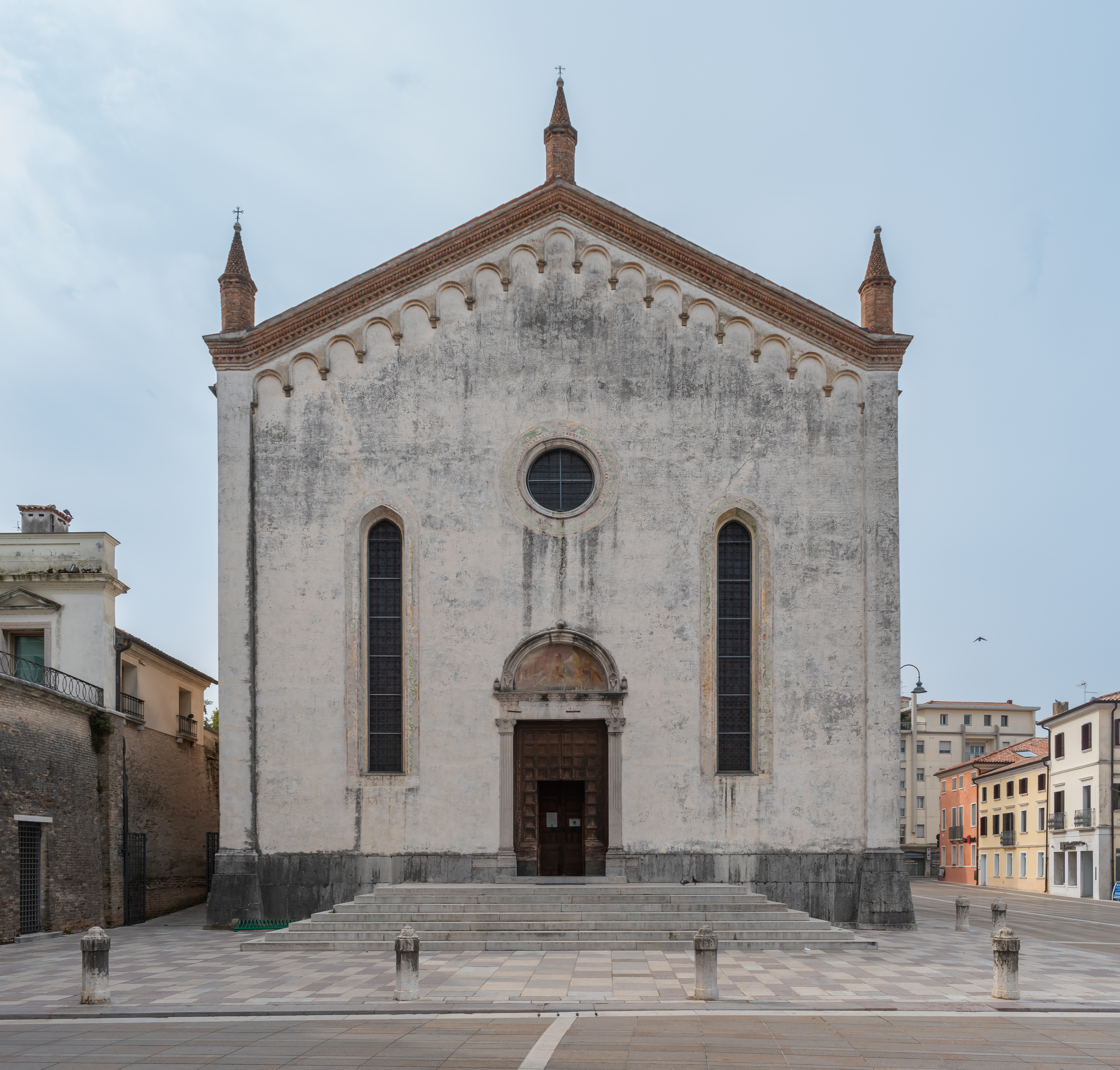
Die Fassade der Kirche, 2021

Die Kirche San Giovanni Battista zu Oderzo, auch als Duomo bezeichnet, ist die Hauptkirche der Stadt in der oberitalienischen Provinz Treviso und der Diözese Vittorio Veneto (bis 1939 Ceneda). Ihre Anfänge reichen mindestens bis in das 11. Jahrhundert zurück, das heutige Bauwerk entstand ab dem späten 15. Jahrhundert, die Innenausstattung ab dem 16. Jahrhundert. Eingriffe in die Innenausstattung erfolgten unter Napoleon, das Gebäude wurde in den 1920er Jahren im Geist der Zeit renoviert. Die Kirche aus dem frühen Hochmittelalter wurde 1536 Johannes dem Täufer geweiht, daher der Name San Giovanni Battista.

## Geschichte

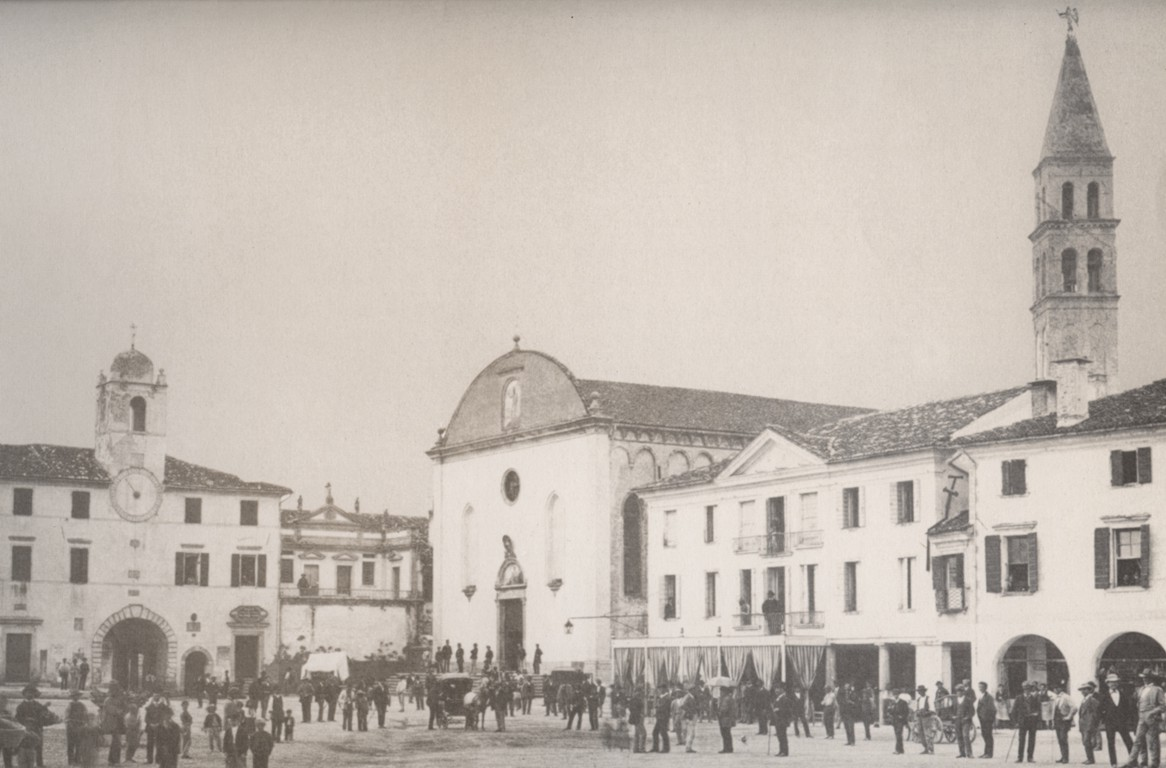
Die Lage der Kirche am Hauptplatz, der Piazza grande, 1870

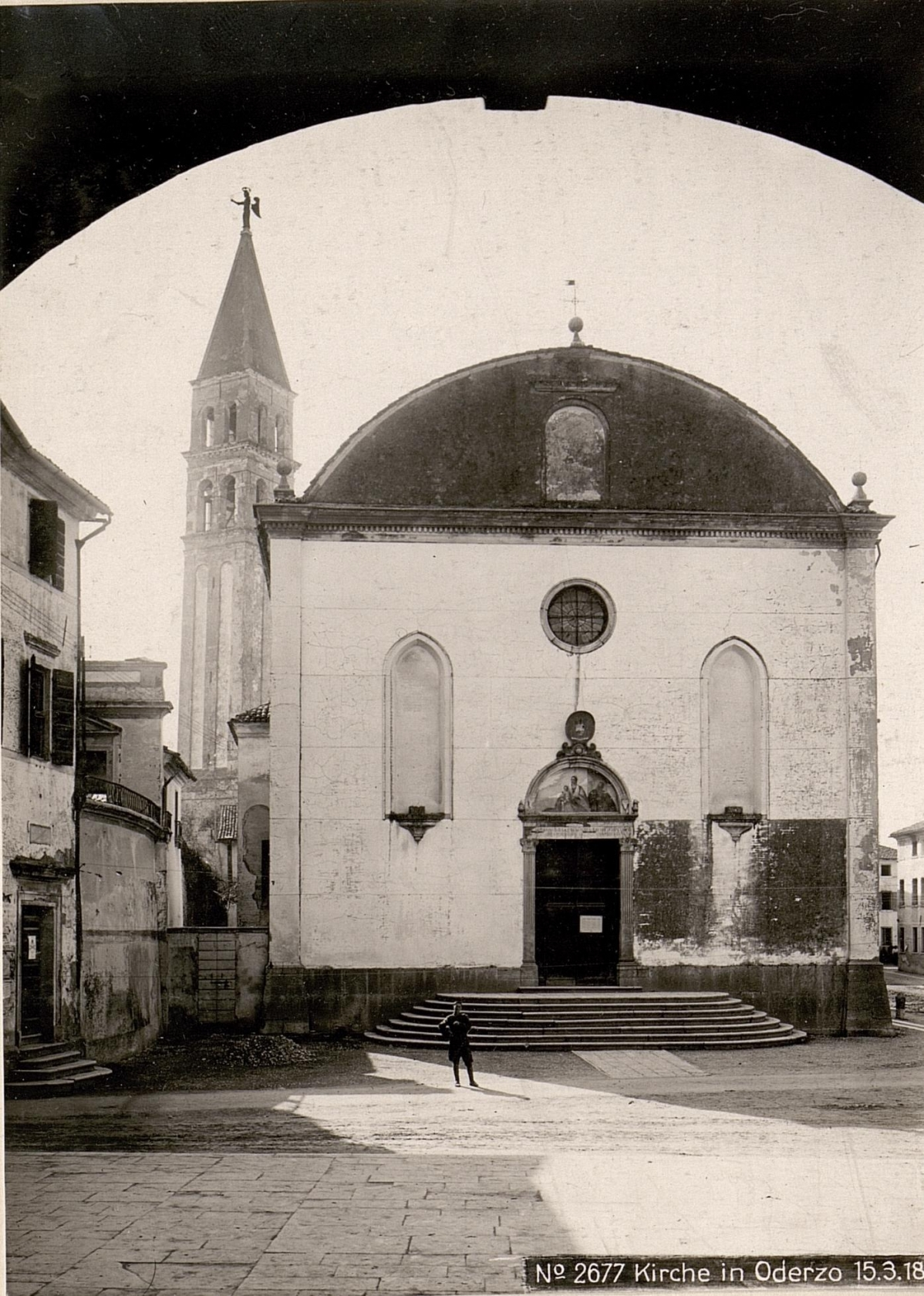
Die Fassade im Jahr 1918

Die Errichtung der Kirche erfolgte, so die legendäre Überlieferung, auf den Ruinen eines dem römischen Kriegsgott Mars geweihten Tempels. Die Stadt war unter Caesar zum Municipium erhoben worden. Dieser Tempel wurde demnach schon im antiken Bistum in eine Kirche umgewidmet, doch wurde die Stadt später mehrfach geplündert. Schließlich wurde sie 667 von den Langobarden zerstört, das Bistum zunächst nach Heracleia, dann nach Ceneda verlagert. Eine dritte Phase der Prosperität, nach der venetischen und der römischen, setzte dann wieder im 10. Jahrhundert ein, verstärkt ab 1335, nachdem die Stadt dauerhaft an Venedig gefallen war.
Im 1. Jahrhundert soll der legendäre erste Bischof von Padua, Prosdocimus, das Christentum auch nach Oderzo gebracht haben. Ein Bistum lässt sich für die Zeit um 400 belegen. Grabungen konnten zwar römische Überreste nachweisen, aber keineswegs den besagten Marstempel. Auch ist unsicher, ob die mittelalterliche Kirche an derselben Stelle errichtet wurde, wie die antike. Auch der Zusammenhang zu Johannes dem Täufer bleibt ungeklärt, ebenso wie das Widmungsdatum.
Um 1235, nachdem Treviso das beherrschende Kastell hatte zerstören lassen, entstand ein erster Terrakotta-Ziegelbau. Das romanische Bauwerk wurde mehrfach umgebaut und zuletzt in den Jahren 1921 bis 1924 so weit wie möglich in den ursprünglichen Zustand zurückversetzt; der Altar wurde ebenfalls stark abgewandelt.
Die erste überlieferte Restaurierung erfolgte auf Initiative des venezianischen Podestà Francesco Tron ab 1467. 1503 wurde aus dem dreischiffigen Bauwerk ein größeres einschiffiges, das zudem anders ausgerichtet wurde. Am 28. Oktober 1536, so belegt eine Inschrift im Dom, erfolgte die Weihe. Eine Erneuerung der Fassade erfolgte 1603.
Der Versuch jedoch, das Bistum von Ceneda nach Oderzo zurückzuholen scheiterte. Die Ausschmückung des Domes durch die größten Künstler ihrer Zeit diente vor allem diesem Zweck. Es war in erster Linie der vermögende Händler Giacomo Melchiorri († 1613), der mit großzügigen Geldmitteln die Ausführung ermöglichte. So stiftete er, der in Venedig das volle Recht de intus et extra erhielt und 1552 dorthin übersiedelte, allein 3000 Dukaten für den Altar. In seinem Testament von 1605/1610 verfügte er, dass er in der Kirche Santa Maria Maddalena in Oderzo, seiner Heimatstadt, beigesetzt werden sollte. Eine Pala taucht im späteren Dom frühestens 1586 auf, der Altar selbst bestand mindestens bis 1597 aus Holz. Er wurde wohl erst 1602 mit Hilfe der generösen Spende Melchiorris geschaffen. Wenig später entstand eine Büste des Mäzens mit einer zugehörigen Inschrift, ebenso wie eine Glocke, die nach dem Stifter als Melchiora bezeichnet wurde, auch als Marciora.

## Ausstattung

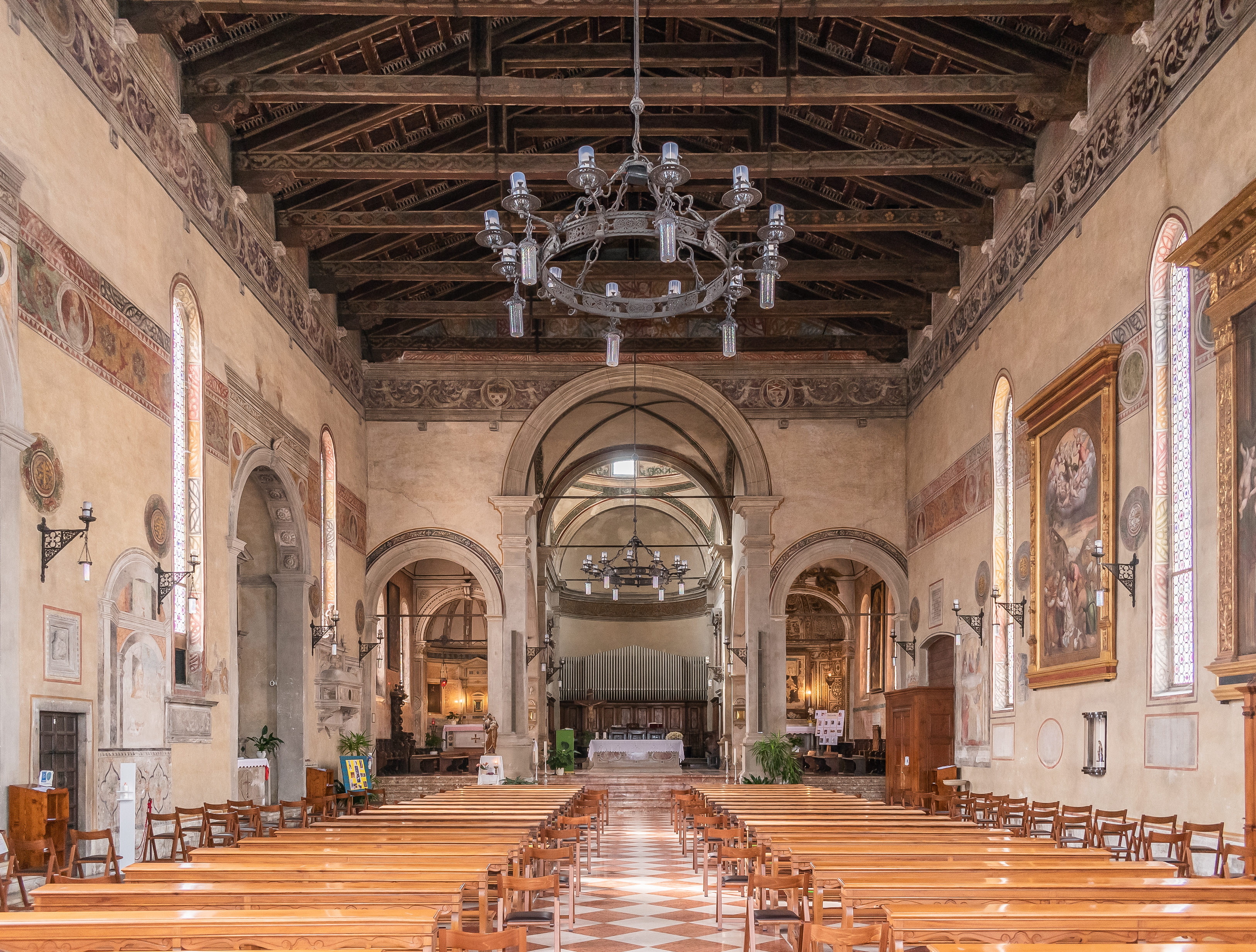
Innenansicht

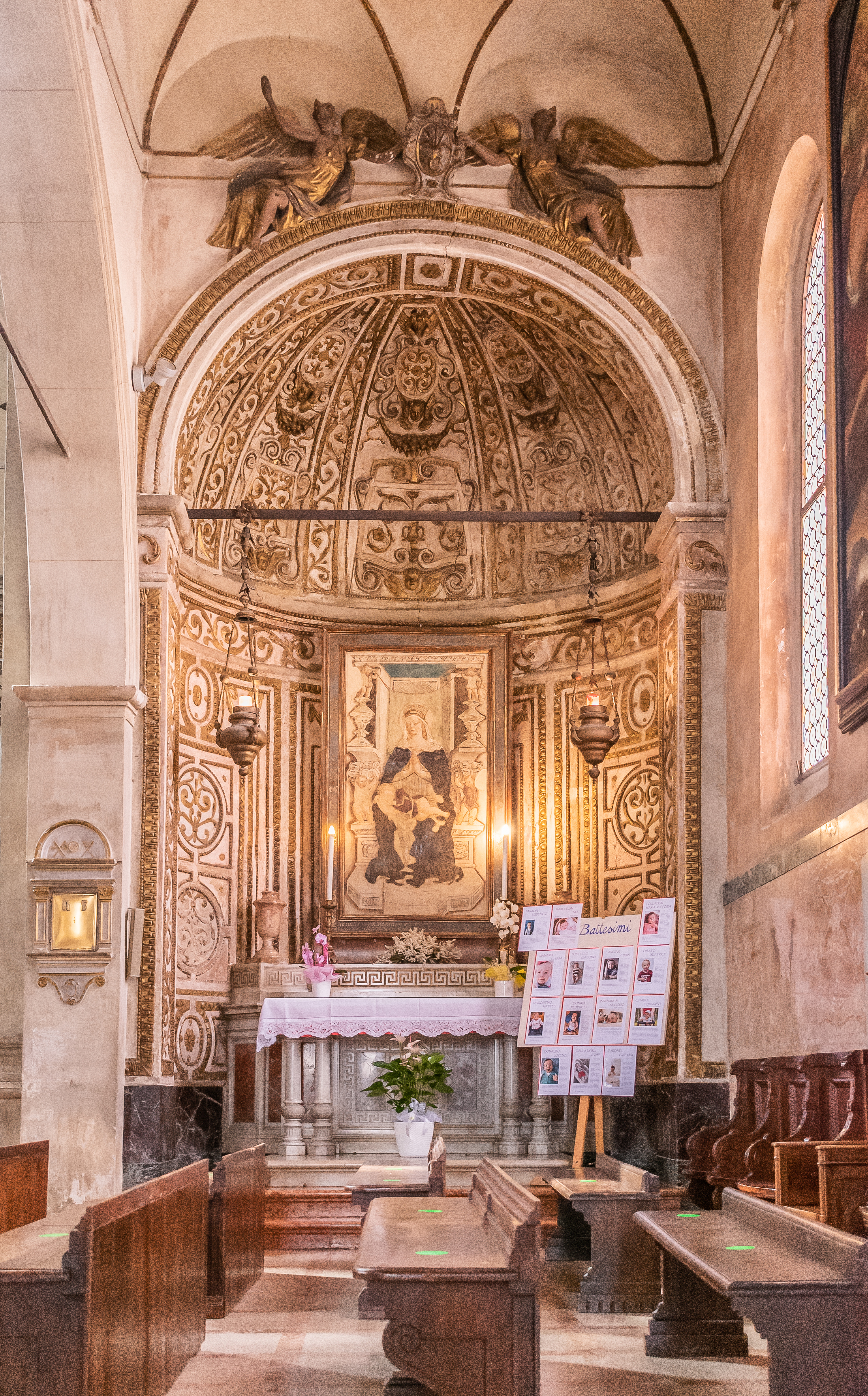
Thronende Gottesmutter mit Kind, 1477

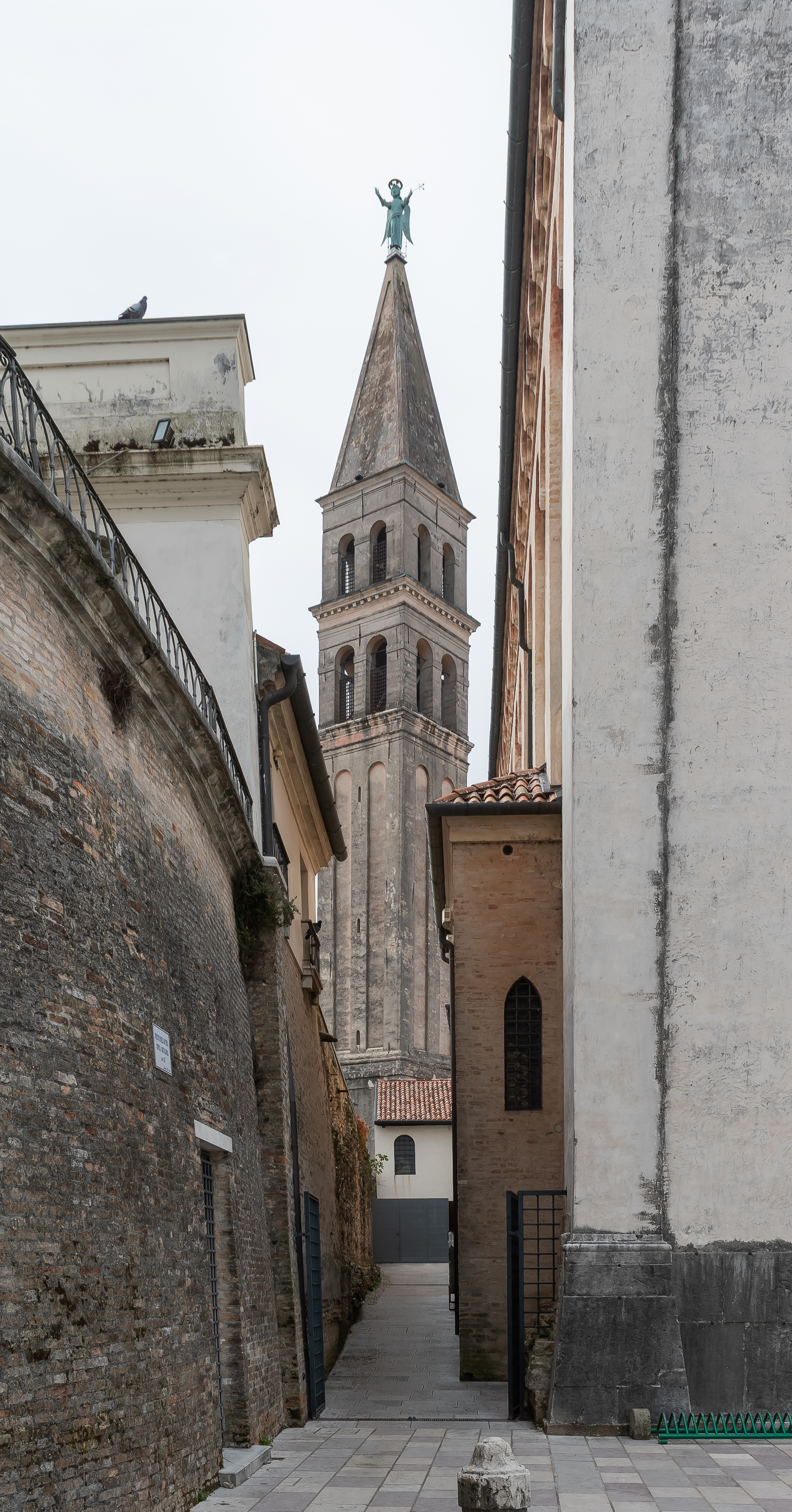
Glockenturm von der Piazza Grande aus

Die einzige Halle, aus der der Innenraum der Kirche besteht, ist von einem Holzbalkendach gedeckt. Die Halle mündet in einen großen Bogengang, der zum Presbyterium führt. Letzteres wurde erhöht und ist über eine Treppe erreichbar, dort befindet sich eine Apsis mit Kuppel. Seitwärts befinden sich zwei Kapellen, nämlich rechts die Cappella della Madonna und links die Cappella del Santissimo Sacramento. An der rechten Chorwand öffnet sich ein Portal aus istrischem Marmor, das zur Sakristei führt, während sich an der linken
Wand die Kapelle des Heiligen Franziskus, die ehemalige Sakristei der Bruderschaften befindet.
Die Wände des Kirchenraumes wurden mit zwei Freskenbändern ausgestattet. Das eine stellt Sirenen dar, in Rosetten befinden sich Darstellungen der Zwölf Apostel. Es entstand 1503. Das zweite Band, etwas tiefer angelegt, entstand zwischen der 2. Hälfte des 15. Jahrhunderts und den frühen 1520er Jahren. Es besteht aus Voluten, bestehend aus Pflanzen, dann wieder die Apostel als Büsten in zwölf Rosetten, dazu Maria Magadalena.
Insbesondere in der Neuzeit wurde die Kirche mit Kunstwerken ausgestattet, wie etwa Gemälden von Pomponio Amalteo, vielleicht Domenico Tintoretto – auch wurden sie dessen Vater Jacopo Tintoretto zugeschrieben oder beiden, auch Ludovico Pozzoserrato –, Jacopo Palma der Jüngere. Dort findet sich auch eine Büste Melchiorres aus dem 17. Jahrhundert, des wichtigsten Mäzens der Kirche. Unter Napoleon wurde die Sacra Conversazione, ein Meisterwerk von Cima da Conegliano geraubt. Heute wird das Opus in der Pinacoteca di Brera in Mailand ausgestellt.
Von Pomponio Amalteo stammen die drei Gemälde an der rechten Kirchenwand, nämlich seine Auferstehung Christi, dann Die Verklärung sowie die Geburt Jesu und Anbetung der Hirten. Von Antonio Carneo stammt sein Martyrium des Heiligen Sebastian und vielleicht seine Thronende Gottesmutter mit Kind in der rechten Apsis. Bei ihr wird das Entstehungsjahr 1477 angegeben.
An der linken Kirchenwand entstand eine Darstellung Jesu im Tempel von Melchiore d'Anna sowie der hl. Antonius mit Kind. In der Kapelle des Baptisteriums findet sich Domenico Tintorettos (s. o.) Taufe Christi.
In der linken Apsis befindet sich eine hl. Maria Margherita Alacoque von Umberto Martina (1880–1945) sowie ein Heiliges Herz Jesu (entstanden 1930).
Vor dem Altar befindet sich ein Gemälde von Jacopo Palma dem Jüngeren.
Außerdem birgt die Kirche ein langobardisches Kunstwerk des 7./8. Jahrhunderts, bei dem es sich um eine Arbeit in istrischem Marmor handelt. Diese stellt zwei Pfauen dar.

## Glockenturm
Der freistehende Glockenturm (campanile), der heute stark geneigt ist, entstand im 16. Jahrhundert.